# Kostel svaté Kateřiny Sienské (Třešť)
Římskokatolický kostel svaté Kateřiny Sienské v Třešti, místními nazývaný také „dolní kostel“, je kostel stojící na území MPZ Třešť. Na rozdíl od "horního" kostela sv. Martina ležícího u zámku se nachází v samém centru města. Vlastníkem je město Třešť. Nynějším farářem je Martin Mokrý.

## Historie
Založen byl pravděpodobně v roce 1492. První písemná zmínka je nicméně ze 16. století. Založen byl rodem Vencelíků jako německý luteránský chrám. Původně to byla obdélníková stavba ve stylu renesanční gotiky bez kněžiště, to bylo dobudováno v roce 1606. Již předtím ale v roce 1593 vznikla renesanční předsíň kostela. V 17. století, kvůli úbytku obyvatel po Třicetileté válce kostel prý natolik zpustl, že neměl střechu a na jeho zdech rostly stromky a mechy . V roce 1660 byl kostel opraven a kromě hlavního oltáře (zasvěcenému v té době již sv. Kateřině) byly přidány ještě dva postranní oltáře, roku 1668 byl kostel opatřen dřevěným stropem.
V roce 1770 se zřítilo celé kněžiště kostel byl po opravách v barokním slohu znovu vysvěcen v roce 1777. 1. října 1824 za velkého požáru Třeště kromě obytných domů a hospodářských stavení vyhořel také svatokateřinský kostel s vnitřním vybavením, hlavním oltářem obrazem sv. Kateřiny, varhany, krovy i věží odkud se zřítily i oba zvony. Patronka kostela sv. Kateřina byla umístěna na hlavní oltář až po požáru v roce 1824, v roce 1842 kostel obnoven. V roce 1842 umístěny do kostela také nové varhany, které slouží dodnes. Oprava věže byla po požáru dokončena až v roce 1870, kdy byla cibulovitá střecha nahrazena jehlancovou.
V letech 1971-72 byly prováděny úpravy okolí kostela, zbudovány nové terasy a schody. Další opravy byly prováděny mezi lety 1981-82, kdy byla postavena zděná zpovědnice, zavedena elektroinstalace, odstraněny byly boční oltáře, opraveny omítky a výmalba. V roce 1993 pak byla položena nová podlaha, o dva roky později byl zavěšen nový zvon a v roce 1997 do kostela přibyly nové dubové lavice. V červnu 2010 došlo k pádu makovice a kříže z věže kostela. Ve spadlé makovici byly uloženy dokumenty z roku 1870 a 1930. Nově vyrobený kříž byl v září 2010 vysvěcen a znovu usazen.

## Popis

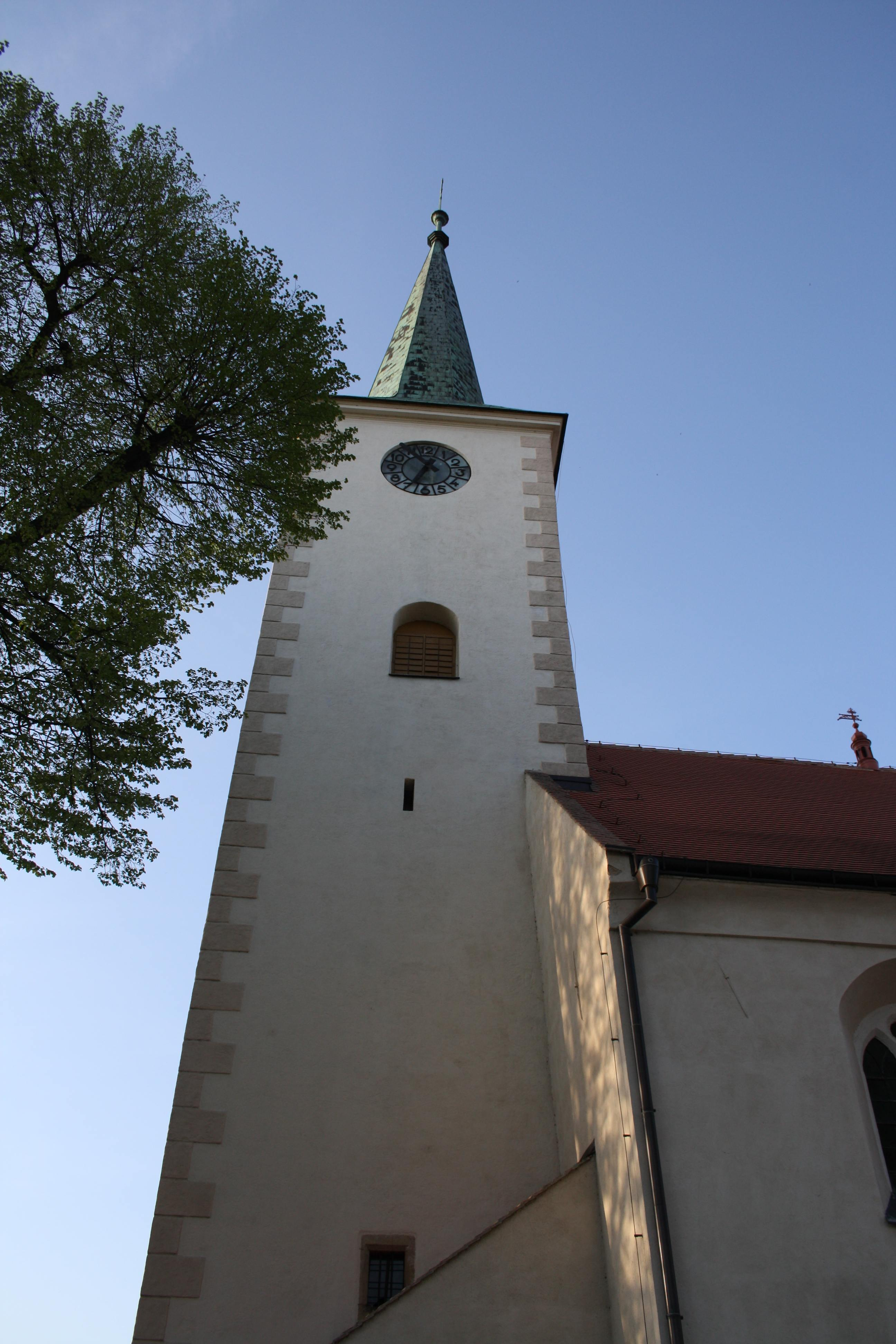
Věž chrámu sv. Kateřiny

### Kostel
Kostel je goticko-renesanční stavbou upravovanou barokně, pozdější opravy byly provedeny v historizujícím slohu. Renesanční novostavba vykazovala údajně řadu gotických prvků a později byla barokizována. Kostel má plochostropou loď s věží v západním průčelí, kněžiště v půdorysu obloukem uzavřeného s přilehlou sakristií, na jižní straně lodi je předsíň. Loď a věž pocházejí z původní výstavby. Před jižní vstupní předsíní stojí kamenná sloupková boží muka z roku 1701.
Okolo kostela se pohřbívalo až do roku 1813. Pak byl z hygienických důvodů hřbitov přemístěn na dnešní místo a roku 1879 se v okolí kostela vysázeli stromy v té podobě jak to můžeme vidět dnes.

### Náhrobky
U kostela sv. Kateřiny jsou umístěny 2 náhrobky:
- Neznámý rytíř: (vnější zeď) Není známo z jaké doby je a ani komu patří. Ve znaku je půl korunovaného lva. (Nejspíš se jedná o někoho z rodu Lipovických z Lipovic.
- Jan Václav Vencelík ze Žirovnice: (uvnitř kostela) Pozdně renesanční náhrobek z červeného mramoru. Ve středu desky rytíř v brnění. V levé ruce drží meč a v pravé helmici s chocholem. Pod helmicí na stojanu erb rodu Vencelíkovců – nahoře jednorožec, pod ním koruna, pod ní část rytířského odění a nejníže štít se čtyřmi poli. V prvním a čtvrtém poli je jednorožec, ve druhém horním poli pták (sokol), ve třetím dolním poli chrt. Pod hlavou má rytíř polštářek. Latinský nápis na náhrobku říká: 9. února roku 1606 odešel v Kristu urozený a statečný rytíř Jan Václav Vencelík ze Srabic a na Třešti, jehož kosti jsou tímto náhrobkem přikryty.

- Uvnitř kostela je pohřbeno mnoho dalších osob z rodu Vencelíků. Například Regina Vencelíková i se svým šestinedělním synkem Matějem, kteří zemřeli 3. června 1630

### Zvony
V roce 1767 byly do věže pořízeny 2 nové zvony (r. 1824 zvony po požáru zničeny). Následně v roce 1889 byly pořízeny 3 nové zvony : Kateřina – 887 kg, Leopold – 390 kg, Filip a Jakub - 338 kg. Tyto zvony byly zabaveny v roce 1914 pro válečné účely. V roce 1930 byly proto pořízeny 3 nové zvony: sv. Kateřina, sv. Cyril a Metoděj, sv. Filip a Jakub. Pro válečné účely byly tyto zvony zabaveny v roce 1942 a odvezeny do Hamburku, odkud se již nevrátily. Mezi lety 1942 - 1995 byla věž bez zvonů. V roce 1995 byl pak pořízen nový zvon Kateřina.